# Exploración geográfica
La exploración geográfica es la actividad que consiste en viajar hacia nuevos territorios o espacios desconocidos, con el propósito  esencial de descubrir su configuración geográfica; aunque además del aumento del conocimiento haya siempre algún interés en realizarla por distintos motivos, desde los estratégicos y militares hasta los económicos (vías de comunicación, rutas de comercio y mercados, recursos naturales -cazaderos, caladeros, tierras fértiles para la agricultura, materias primas de todo tipo, como especias, minerales de uso energético, industrial o suntuario-), ideológicos o religiosos (misioneros), incluyendo actividades de ocio en que la exploración produce más bien un descubrimiento para el que la realiza, que puede no serlo en realidad (la aventura, el deporte, el turismo).

Because it's there ("porque está ahí").
Respuesta de George Mallory cuando le preguntaron por qué intentaba escalar el Everest.

## Historia

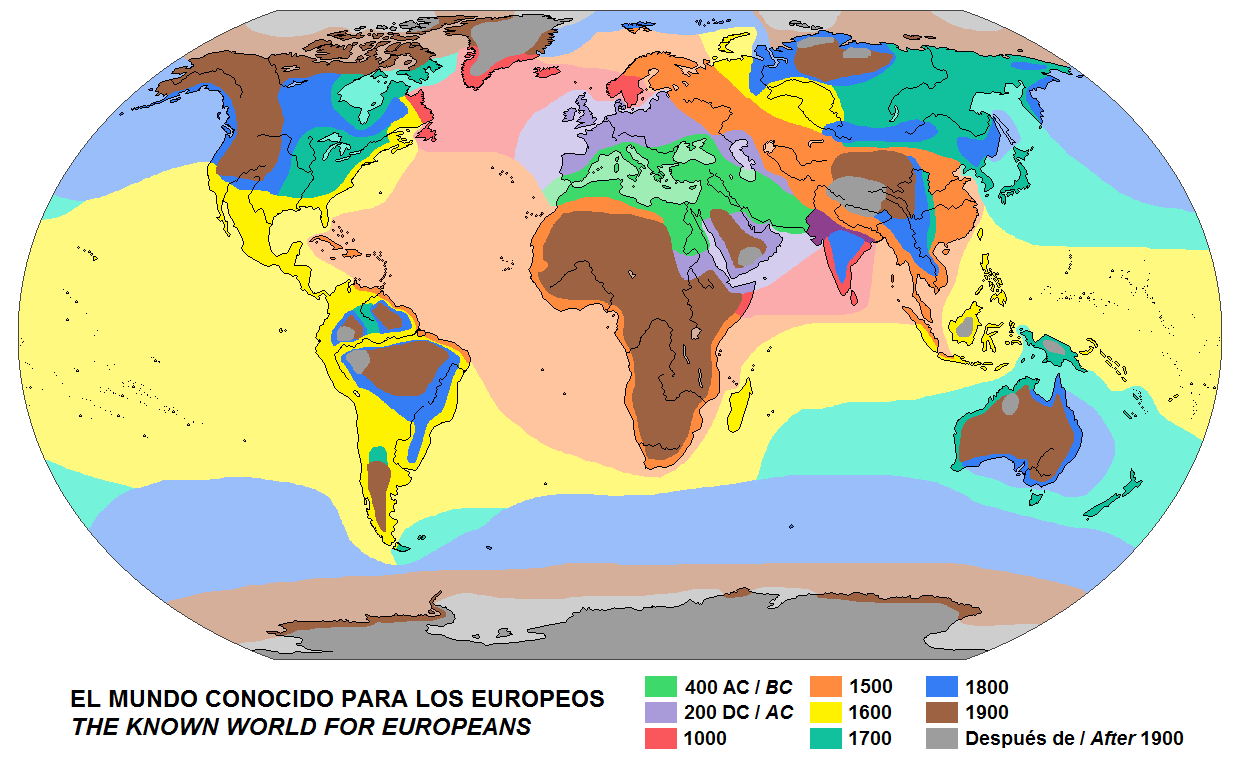
Evolución del conocimiento occidental del mundo

La exploración geográfica ha existido desde el origen de la humanidad (migraciones humanas prehistóricas). Las primeras exploraciones humanas se dieron en la búsqueda de nuevos territorios por distintas especies de homínidos que partieron de África y llegaron a todos los continentes del Viejo Mundo. Únicamente la especie humana actual llegó a Australia, América y las islas del Pacífico (tras una serie de migraciones marítimas que todavía son objeto de investigación antropológica).
Las exploraciones geográficas históricas de las edades Antigua y Media estaban limitadas por razones tecnológicas, socioeconómicas o incluso políticas e ideológicas; y en todo caso siempre parten de un presupuesto: lo que es un "descubrimiento" para el "descubridor" (el explorador que llega a un lugar desconocido para su civilización) no lo es para la comunidad humana "descubierta", que presencia la llegada de un visitante de un lugar desconocido para ellos. Aunque en algunos casos los intercambios pudieron ser equilibrados, el choque cultural suele ser destructivo para el colectivo de menor desarrollo, y siempre "es el vencedor quien escribe la historia".
Las primeras expediciones conocidas en Mesopotamia corresponden a la expansión y conquista de reyes sumerios. Luggalzaggisi de Uruk, al dominar desde el mar Inferior (Golfo Pérsico) hasta el mar Superior (Mediterráneo), dio la primera imagen histórica del mundo conocido. Al poco tiempo, Sargón de Acadia adquiere fama de ser el mayor conquistador al explorar los montes del Tauro y la península anatólica, a la par que exploraba las partes del Golfo Pérsico y la región del Elam.
También los egipcios realizaron grandes exploraciones, facilitadas por el transporte fluvial a través del Nilo. Las exploraciones egipcias no tienen, como las mesopotámicas, el carácter de expediciones militares, sino comerciales, impulsadas, cuando no dirigidas por el estado. El esplendor de la corte faraónica requería una gran cantidad de oro, piedras preciosas, marfíl, ébano, etcétera, que no se producían en Egipto y que era preciso procurarse mediante expediciones al alto Nilo, Nubia, Sudán, o a lo largo de las costas del Mar Rojo o del Sinaí. Ya en época prehistórica los egipcios descubrieron a los pueblos negros y pigmeos de África. Se conocen grandes exploradores egipcios y en algunos casos numerosos detalles de sus respectivas expediciones. Uno de los más famosos fue Her-khuf, que durante el reinado de Pepi II, faraón de la VI dinastía, a mediados del tercer milenio antes de nuestra era, realizó 4 expediciones al Sudán y al alto Nilo. Durante el reinado de Menthu-hetep IV se realizaron numerosas expediciones por el Mar Rojo hacia el país del Punt (probablemente la costa africana de la actual Somalia), y en ellas destaca el nombre de Henu como explorador. Toda la actividad exploradora alcanza un gran auge durante la dinastía XI y XII hasta las sublevaciones de las tribus negras de Sudán, que durante la época de Senusert III impidieron durante cierto tiempo aventurarse por esas tierras meridionales. Otros exploradores de esa época son Si-hathor, Amori y Hapdjefal, que dirigió numerosas exploraciones en Nubia. Además de la exploración por esa tierras, los egipcios convirtieron muy pronto el mar Mediterraneo en mar egipcio, explorando las costas de Chipre, Asia Menor y Creta.
A partir de la dinastía XVIII los cretenses adquirieron poco a poco el monopolio de las exploraciones mediterráneas, sustituyendo a los egipcios y ampliando el área de las exploraciones a las Cícladas, la Grecia continental y el Mediterraneo Central, donde pronto les sucedieron los aqueos y fenicios. Cuando iniciaron las exploraciones del mar Adriatico, el mar Sardo y Tirreno, el contacto con los "Pueblos del Mar" en el Egeo y la destrucción de la civilización micénica dejaron sin información la historia durante varios siglos.
Los fenicios heredaron la técnica y audacia de los Egeos, y a fines del siglo XII a. C. se convirtieron en insignes navegantes. En particular, las empresas comerciales de las ciudades Sidón y Tiro llevan a los marinos sidonios a las costas de Tracia y del mar de Mármara. Probablemente fueron estos sidonios los descubridores del Mar Negro. Por su parte los tirios exploran las costas del norte de África, descubriendo el Estrecho de Gibraltar, las costas hispánicas y el Océano Atlántico. Todas estas empresas fenicias fueron anónimas, y no se conoce por ejemplo el nombre de exploradores que fundaron ciudades como Cádiz. También el decubrimiento de toda la costa africana debe atribuirse a los fenicios. Según cuenta Heródoto, África se consideraba un continente rodeado por todos lados por océano, salvo por la porción del Istmo de Suez. Este descubrimiento se hizo, en tiempos del faraón Nekao, quien ordenó navegar desde el Mar Rojo y regresar a través de las Columnas de Hércules. La expedición tuvo éxito y fue una de las más importantes hazañas del mundo antiguo, que llevó a la navegación de más de 20 000 kilómetros de costa en tres años, y que luego, aunque se intentó varias veces, fue muy difícil de repetir.
Los primeros navegantes de las costas europeas son los tartessos, quienes desde el bajo Guadalquivir recorrieron las costas occidentales de la Península ibérica y las rias gallegas, alcanzando al parecer las costas bretonas. Cuando desaparecen los tartessos, hacia el año 500, son los cartagineses, herederos de los fenicios, los que continúan la exploración del Atlántico. En estas exploraciones destacan los nombres de Hannón e Himilcón, con doble carácter colonizador y descubridor, siempre hacia el sur de las costas africanas.
Aunque de algunas exploraciones quedaron testimonios más o menos mitificados (las epopeyas homéricas, los periplos púnicos -Periplo de Hannón- y griegos -Periplo massaliota, Ora maritima-, las sagas que testimoniaron la expansión vikinga por el Atlántico norte -Islandia, Groenlandia y probablemente hasta "Vinland", ya en América-, el Viaje a Occidente que demuestra los contactos de monjes budistas entre India y China, los relatos de múltiples procedencias que sustentan la leyenda árabe de Simbad el marino, el Il Milione que relata los viajes del veneciano Marco Polo a Extremo Oriente o los registros chinos de las expediciones de Zheng He por el Índico hasta la costa oriental de África), la mayor parte quedaron como empresas secretas u olvidadas (la milenaria navegación polinesia que pobló las islas del Pacífico hasta Nueva Zelanda, Hawái y la Isla de Pascua, o la navegación atlántica precolombina de los balleneros vascos -hasta Terranova-).
El punto culminante de la exploración geográfica se alcanzó en la Era de los descubrimientos durante los siglos XV y XVI, cuando navegantes al servicio de Portugal y España cruzaron por primera vez los océanos Atlántico, Índico y Pacífico. Esas epopeyas surgieron a partir de las condiciones históricas que estimularon el deseo de descubrir nuevas rutas comerciales a Asia en los dos reinos cristianos de la fachada atlántica de la península ibérica (Portugal y Castilla, en trance de completar la Reconquista y constituidos en modernas monarquías autoritarias capaces de mantener instituciones como la escuela de Sagres de Enrique el Navegante, 1443-1460, o la Casa de Contratación de Sevilla, 1503), al tiempo que fueron posibilitadas por avances tecnológicos del momento (como la brújula, los conocimientos derivados de la observación astronómica, nuevos diseños navales que dieron lugar a la nao, la carabela y el galeón, y las armas de fuego). Se organizaron grandes viajes transoceánicos que resultaron en: el descubrimiento de las Azores (1427-1452), el del archipiélago de Cabo Verde por Dinis Dias (1444), el del extremo meridional de África por Bartolomé Díaz (1487) y la llegada a la India por Vasco de Gama (1498), la búsqueda de una ruta occidental a la India por Cristóbal Colón que dio lugar al descubrimiento de América (1492), la expedición de Pedro Álvares Cabral que, por un extraño desvío, dio lugar al descubrimiento de Brasil (1500), el descubrimiento del extremo meridional de América y la primera vuelta al mundo (comenzada por Fernando de Magallanes y completada por Juan Sebastián Elcano, 1519-1522), así como las múltiples exploraciones del Pacífico por navegantes españoles durante el siglo XVI (desde su descubrimiento por Núñez de Balboa en 1513). El conocimiento del territorio se ampliaba lentamente mediante las exploraciones terrestres y fluviales por el interior del continente americano (Álvar Núñez Cabeza de Vaca, Francisco de Orellana, Pedro de Valdivia). Todo ello dio lugar a los asentamientos coloniales españoles y portugueses en América, los españoles y portuguesa en Asia, y la creación de rutas transoceánicas como la Flota de Indias (española, por el Atlántico), la Carrera de la India (portuguesa, por el Índico) y el Galeón de Manila (española, por el Pacífico).
Más tarde, la expansión europea continuó a través de otras potencias marítimas que organizaron expediciones oceánicas (Giovanni Caboto, Jacques Cartier, Francis Drake) y fundaron compañías comerciales y asentamientos coloniales holandeses, franceses e ingleses; mientras que los rusos realizaban expediciones terrestres y fluviales por Siberia hasta descubrir el estrecho de Bering (Vitus Bering, 1728, aunque probablemente fue ya cruzado en 1648 por Semión Dezhniov), aunque el conocimiento de un territorio tan extenso continuó siendo precario hasta el siglo XX (Vladímir Arséniev, Dersú Uzalá, 1902-1907). El holandés Abel Janszoon Tasman descubrió Tasmania en 1642 así como Nueva Zelanda (aunque es posible que este archipiélago fuera descubierto anteriormente por el marino español Juan Fernández en 1576). En el siglo XVIII, el francés Louis Antoine de Bougainville exploró la Polinesia circunnavegando el mundo (1766-1769), como también realizaron las expediciones británicas de James Cook, la francesa de Jean-François de La Pérouse (1785-1788) y la española de Alejandro Malaspina (1789-1794). Rusos y españoles compitieron por explorar y controlar la costa norteamericana del Pacífico entre California y Alaska; mientras que los nacientes Estados Unidos exploraron el interior del continente norteamericano (Alexander MacKenzie, 1793, Lewis y Clark, 1803-1806). Aun sin descubrir estrictamente nuevos territorios, los viajes de Alexander Humboldt por América le hicieron merecedor de ser llamado "el descubridor científico del Nuevo Mundo"; y no menor importancia tuvo la segunda expedición del Beagle en la que estuvo Charles Darwin (1831-1836), las misiones geodésicas de La Condamine, Maupertuis, Celsius, Jorge Juan y Antonio de Ulloa (1733-1744) o la expedición de la vacuna (1803-1814).
Fue muy estrecha la relación de estos descubrimientos y exploraciones geográficas con los movimientos culturales e intelectuales contemporáneos (Renacimiento, Humanismo, Revolución científica, Ilustración), y con las transformaciones socioeconómicas que se estaban desarrollando simultáneamente (transición del feudalismo al capitalismo). En la época del imperialismo (siglo XIX), la formación de sociedades geográficas como apoyo intelectual de la tarea colonizadora fue muy importante, especialmente para los casos británico, francés, belga o estadounidense; ya con las nuevas condiciones socioeconómicas impuestas por la Revolución industrial (exploración del interior de África -David Livingstone-).
Ejemplos de exploración geográfica en el siglo XX son las expediciones polares (árticas -llegada al Polo Norte, Robert Peary, 1909- y antárticas -llegada al Polo Sur, Robert Falcon Scott y Roald Amundsen, 1912-), el ascenso a las más altas montañas (Edmund Hillary y Tenzing Norgay -Everest, 1953-), la exploración submarina (Jacques Cousteau -pionero del submarinismo-, Jacques Piccard -descenso a la fosa de las Marianas, 1960-) y la exploración aeroespacial (Auguste Piccard -ascensión a la estratosfera, 1931-, Yuri Gagarin -espacio exterior, 1961-).

Migración polinesia.
Periplo de Hannón.
Viajes de Marco Polo.
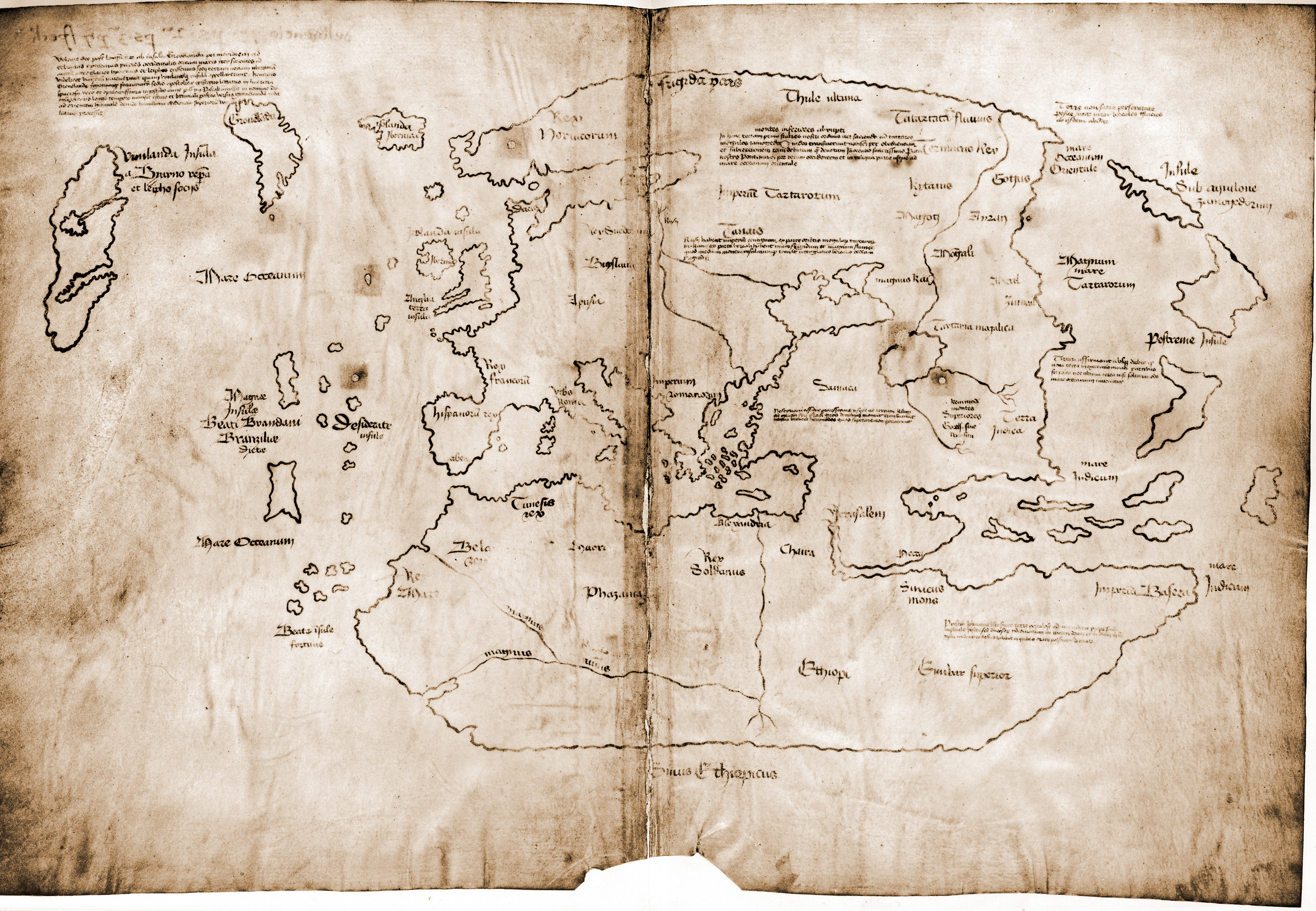
El supuesto mapa del siglo XV que reproduciría un original del siglo XIII donde se incluiría Vinland.
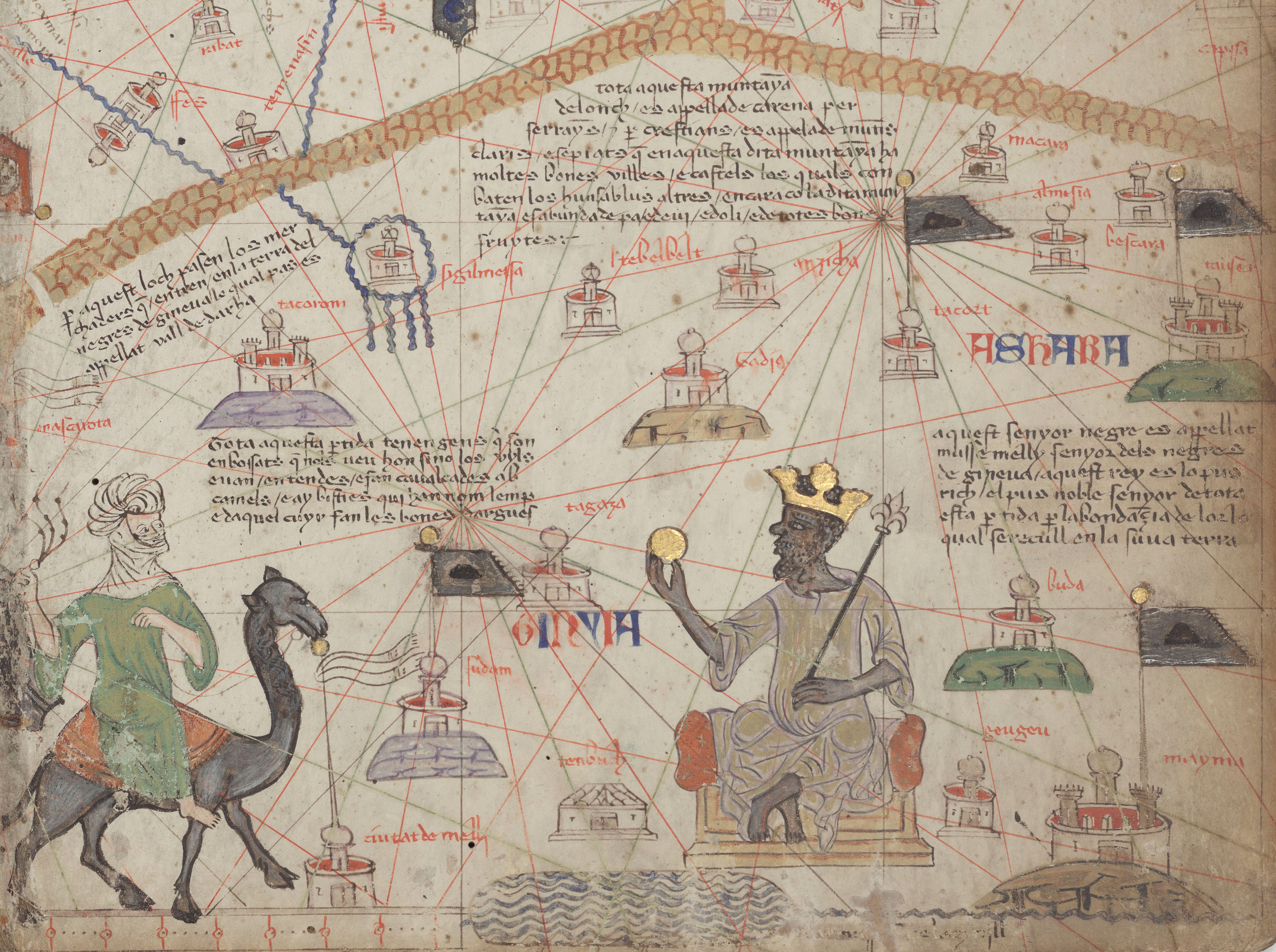
El rey Mansa Musa y un viajero a camello ilustran la zona sahariana del Atlas catalán.
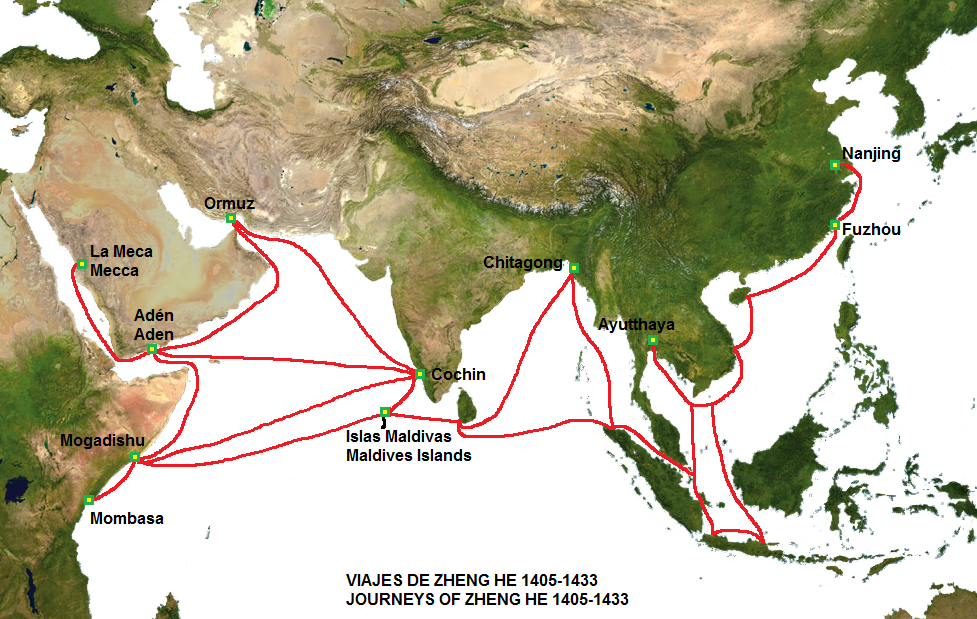
Expediciones de Zheng He, 1405-1433.
Viajes de Colón, 1492-1504.
Ruta de Vasco de Gama, que esencialmente se repitió por las armadas da India portuguesas.
Expedición Magallanes-Elcano de 1519-1522.
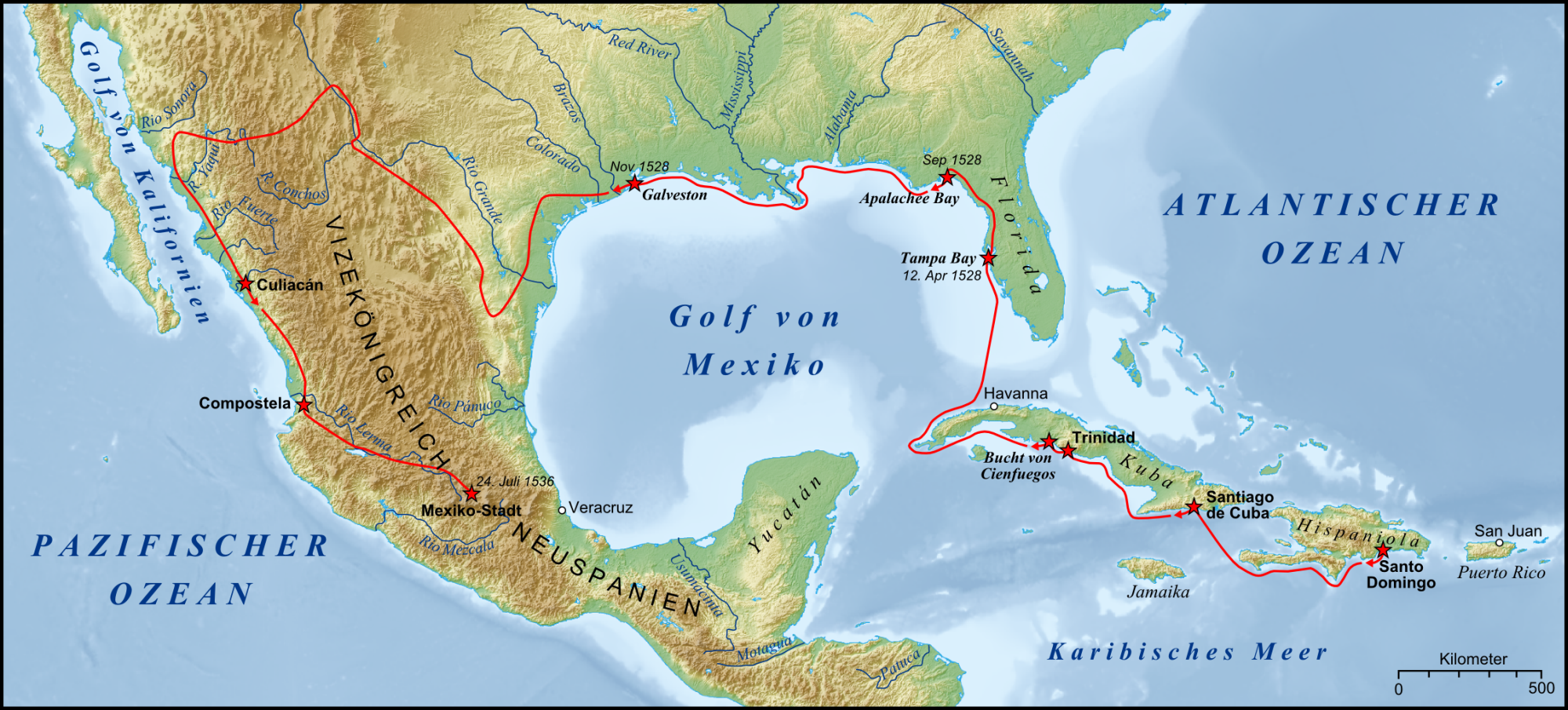
Expedición de Álvar Núñez Cabeza de Vaca, 1528-1536.
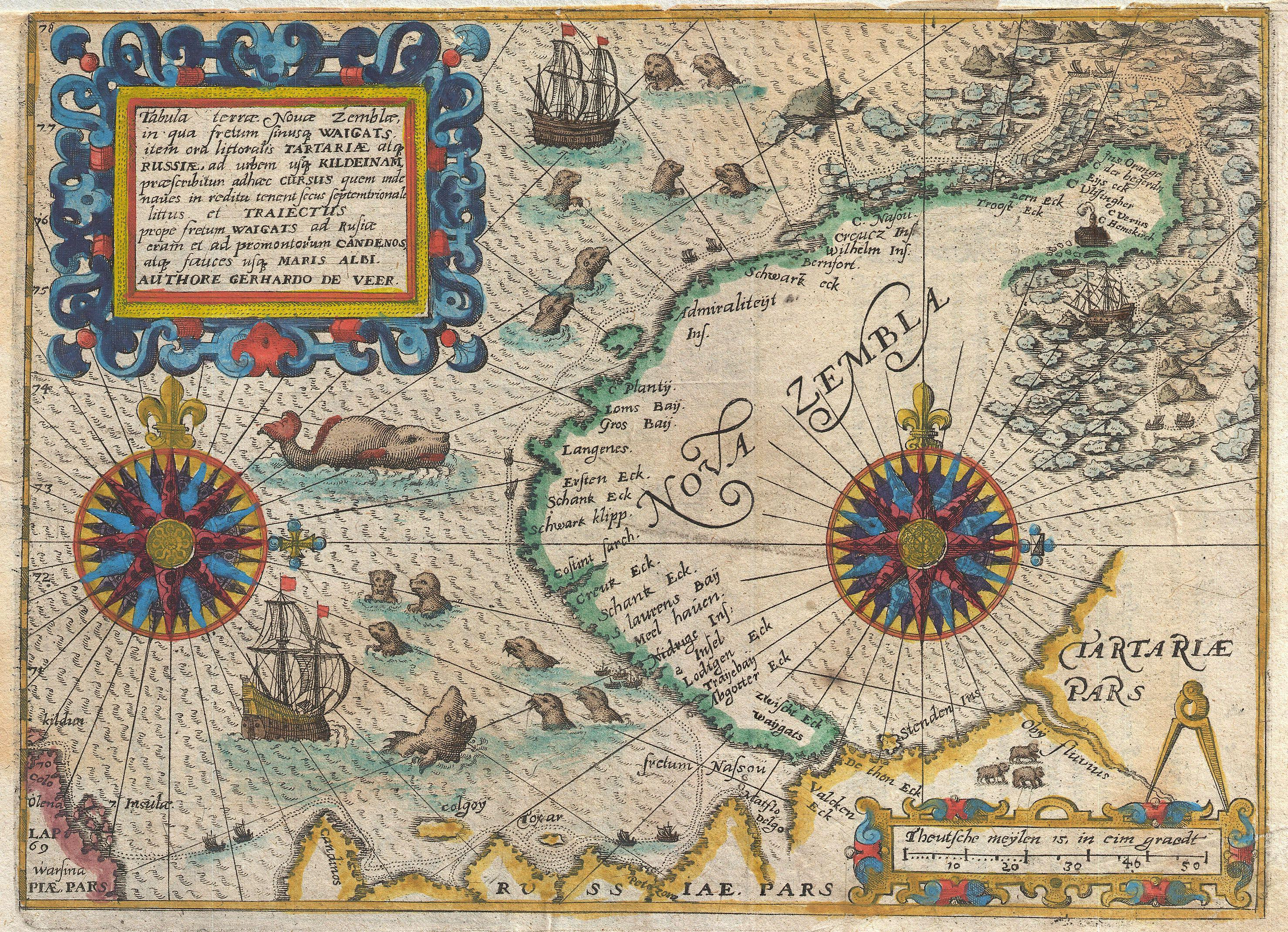
Nueva Zembla y el paso del Noreste en el mapa de De Bry y De Veer, 1601.
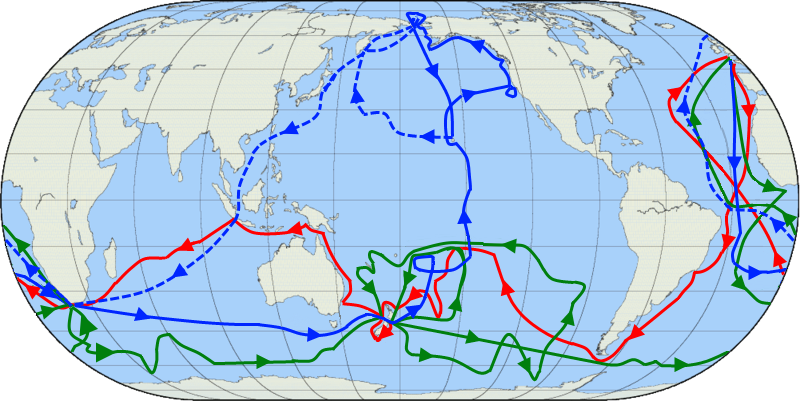
Los tres viajes alrededor del mundo del capitán Cook (1768-1779).
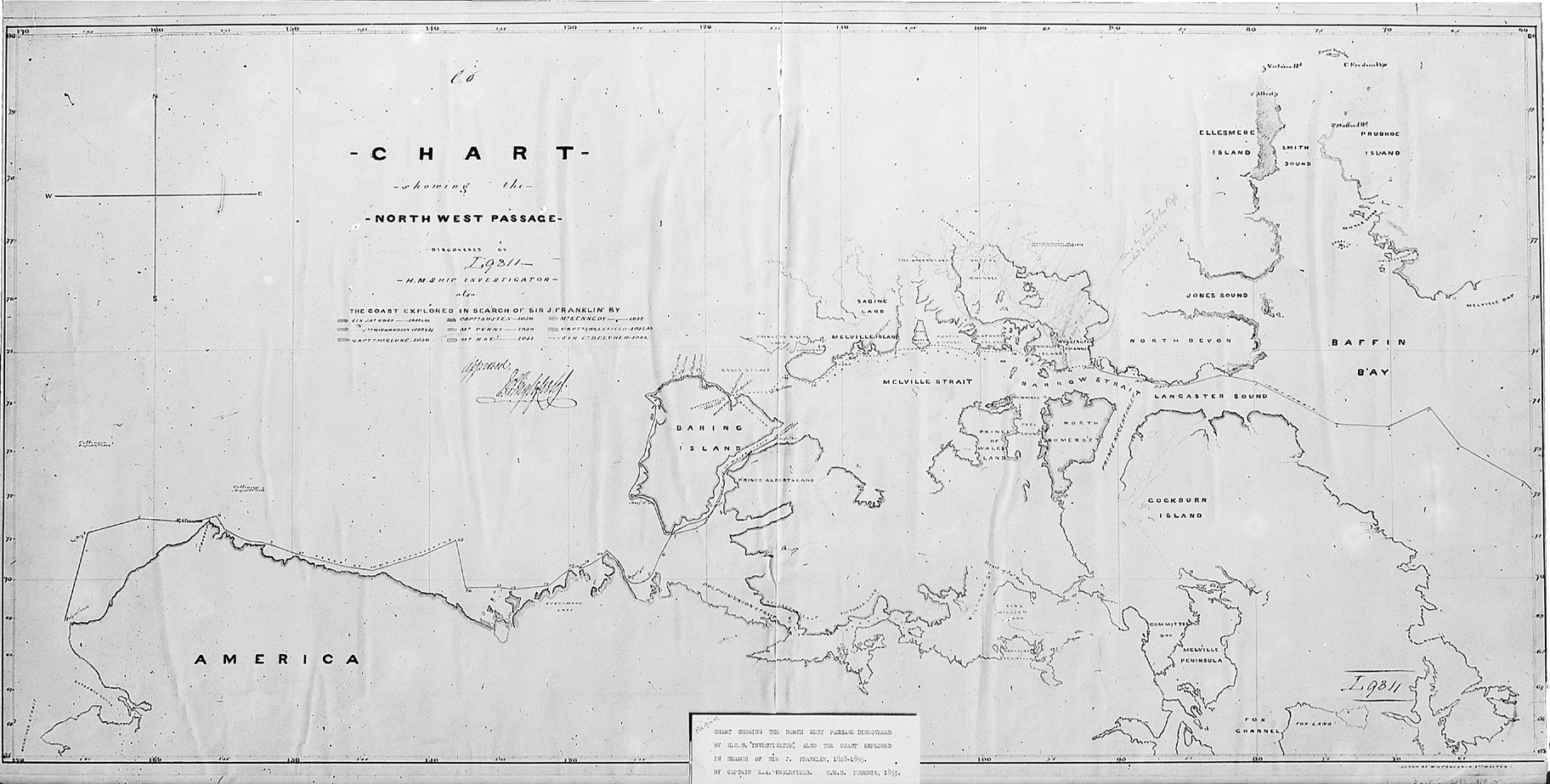
Mapa de la expedición en busca del paso del Noroeste de John Franklin, 1843-1854.
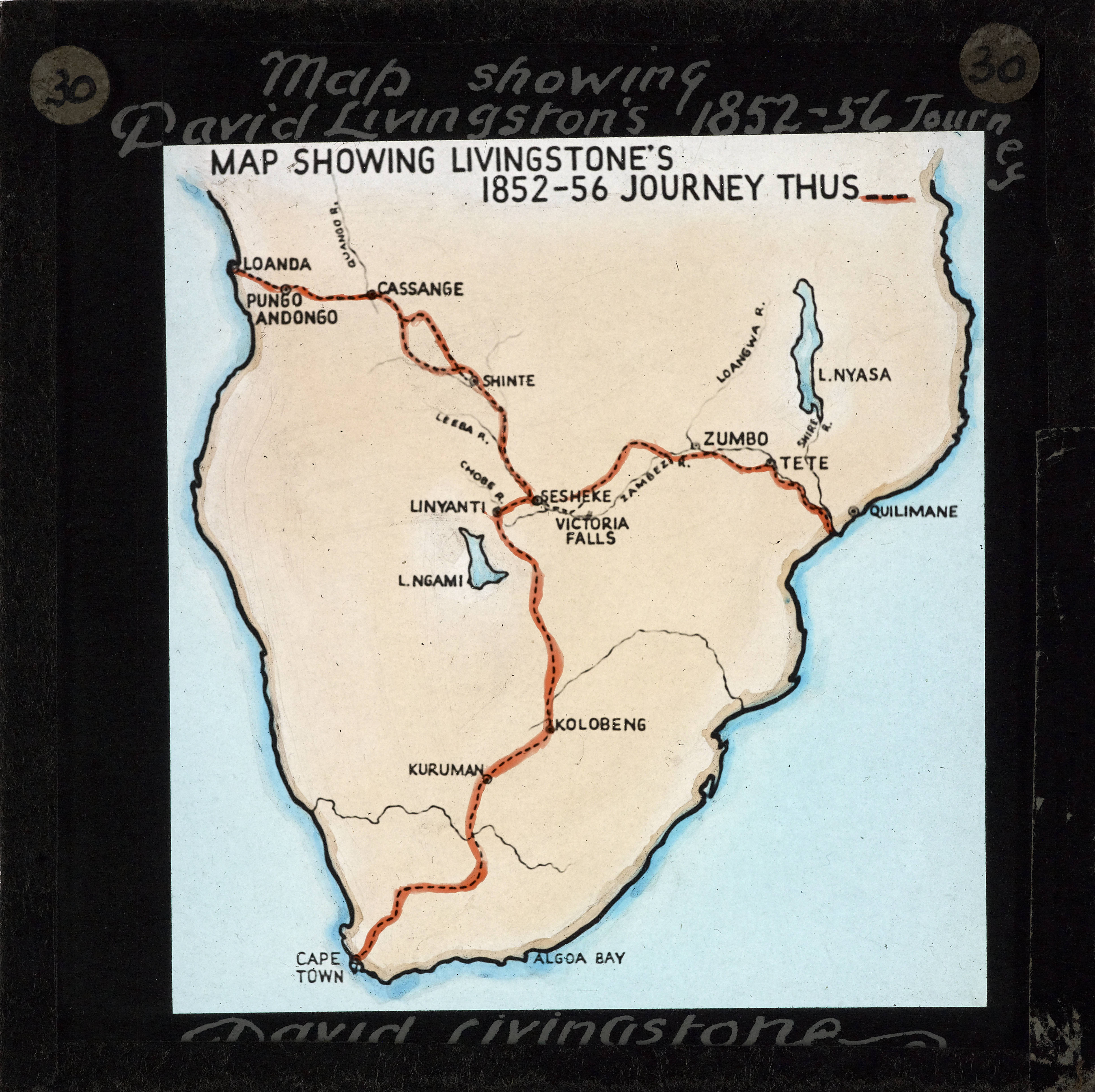
Exploración de África por el doctor Livingstone.
Competición Scott-Amundsen por la primacía en la llegada al Polo Sur, 1912.

## Ficción
La era de los descubrimientos estimuló el surgimiento de la literatura utópica (Tomás Moro, Utopía, 1516, Tomás Campanella, La ciudad del Sol, 1602, Francis Bacon, La Nueva Atlántida, 1626; hasta cierto punto Jonathan Swift, Los viajes de Gulliver, 1726), que ponía en lugares inalcanzables formas ideales de organización sociopolítica. Siglos más tarde, el agotamiento de los lugares reales que podían ser objeto de exploración no significó una limitación para la imaginación de los escritores de ficción fantástica, como demostraron Julio Verne (Veinte mil leguas de viaje submarino, Viaje al centro de la Tierra, Viaje a la Luna, etcétera), Arthur Conan Doyle (El mundo perdido, 1912) o James Hilton (Horizontes perdidos, 1933).
Umberto Eco, en su novela histórica Baudolino (2000), recreando un relato fantástico de viajes, reflexiona sobre el concepto de exploración de tierras incógnitas en la Edad Media.